# RTS3
RTS3 – trzeci kanał serbskiej telewizji publicznej (Radio-Televizija Srbije). Został uruchomiony w 2008 roku.